# П'ятигорський Григорій Павлович
Григорій Павлович П'ятигорський (англ. Gregor Piatigorsky; 4 (17) квітня 1903, Катеринослав — 6 серпня 1976, Лос-Анджелес) — український, російський і американський віолончеліст.

## Біографія
Народився одним з шістьох дітей у єврейській сім'ї. Його батько, Ісаак Абрамович П'ятигорський, працював у сімейному книготорговому підприємстві, грав на скрипці і альті. Прийнявши православ'я і змінивши ім'я на Павло Іванович, він залишив родину і, оселившись у Петербурзі, намагався брати уроки у Леопольда Ауера; згодом, розчарувавшись у музичній кар'єрі, він повернувся до Катеринослава. Мати, Бася (згодом Марія) Амчиславська, походила з ремісничої сім'ї.
Навчався грати на скрипці і фортепіано під керівництвом батька, з семи років перейшов на віолончель, а через два роки поступив на молодше відділення Московської консерваторії, де навчався у Альфреда фон Глена, потім брав приватні уроки у Анатолія Брандукова. У 1919 році став членом струнного квартету імені Леніна, очолюваного Левом Цейтліним, а також концертмейстером групи віолончелей оркестру Великого театру. Через два роки П'ятигорський покинув СРСР, виїхавши спочатку до Варшави, потім до Лейпцигу, де удосконалювався у Юліуса Кленгеля. У 1924 році Вільгельм Фуртвенглер запросив музиканта до Берлінського філармонічного оркестру, де він працював протягом наступних чотирьох років, після чого покинув колектив, вирішивши почати сольну кар'єру. У Берліні П'ятигорський познайомився з піаністом Артуром Шнабелем і скрипалем Карлом Флешем, сформував з ними тріо, яке користувалося великою популярністю. Світову популярність як соліст П'ятигорський отримав в 1929 році, коли вперше виступив у США з Нью-Йоркським філармонічним оркестром.
У 1930–1950-ті роки П'ятигорський також співпрацював з Яшею Хейфецом, Натаном Мільштейном, Сергієм Рахманіновим, Артуром Рубінштейном, Володимиром Горовцем та іншими видатними музикантами свого часу.
У 1941–1949 роках викладав у Кертісовому інституті (Філадельфія), з 1957 року — в Бостонському університеті. Оселившись в 1961 році у в Каліфорнії, спільно з Хейфецом дав ряд концертів камерної музики, багато з яких були записані. П'ятигорський продовжував грати до похилого віку, виступивши, зокрема, на концертах з нагоди свого 70-річчя в 1973 році.
У 1962 і 1966 роках входив до складу журі Конкурсу імені Чайковського в Москві.
Похований на цвинтарі у Вествуді на заході Лос-Анжелесу.

## Творчість
П'ятигорський вважається одним з найкращих віолончелістів свого покоління. У його грі поєднувалися блискуча віртуозність і відмінний виконавський смак, оригінальна фразування, особливе звучання інструменту. Найбільш яскраво виконавське мистецтво музиканта проявлялося при виконанні романтичних творів. Ріхард Штраус, почувши у виконанні П'ятигорського соло віолончелі зі своєї симфонічної поеми «Дон Кіхот», сказав: «Це звучало саме так, як я і задумував». У виконанні музиканта вперше прозвучали концерти Маріо Кастельнуово-Тедеско, Пауля Гіндеміта і Вільяма Волтона. Сам П'ятигорський є автором низки оригінальних творів для віолончелі та перекладень. Його записи вважаються класикою віолончельного виконавства.
Учнем П'ятигорського був швейцарський віолончеліст українського походження Дмитро Маркевич.

## Родина
Брати — радянські віолончелісти: професор Олександр Павлович Стогорський (1910—1987) і заслужений артист РРФСР, диригентЛеонід Павлович П'ятигорський (1900—1973).
У першому шлюбі (1924—1933) був одружений з випускницею Петроградської консерваторії Лідією Антик (згодом дружина віолончеліста П'єра Фурньє).
З 1937 року був одружений з Жаклін Ребекою Луїзою де Ротшильд, дочкою Едуарда Ротшильда, американською тенісисткою і шахісткою. У них народилися дочка (1937) і син (1940).

## Шахи
П'ятигорський був великим любителем шахів, а його дружина Жаклін представляла США на жіночій шаховій олімпіаді в 1957 році. П'ятигорські організували два шахових турніри, що одержали назву Кубок П'ятигорського і зібрали дуже сильний склад учасників. На першому турнірі в 1963 році в Лос-Анджелесі перше місце розділили Пауль Керес і Тигран Петросян, на другому (1966 рік, Санта-Моніка) Борис Спаський на пів очка випередив Роберта Фішера.